# Heuksan-myeon
Heuksan-myeon (koreanska: 흑산면)  är en socken i kommunen Sinan-gun i provinsen Södra Jeolla i den sydvästra delen av Sydkorea, 350 km söder om huvudstaden Seoul. Den består av elva bebodda öar  och ett antal mindre obebodda öar i Gula havet utanför Koreahalvöns sydvästra spets. 
Huvudön är Heuksando (19,0 km²), cirka 80 km väster om fastlandet, med 1 898 invånare.. Ytterligare 20 km västerut ligger Hongdo (6,5 km²) med 500 invånare. Ön Gageodo (9,1 km²) ligger 75 km söder om Heuksando med 475 invånare (2020)..